# علي خان المشعشعي
السلطان الشريف علي بن خلف بن عبد المطلب بن حيدر بن المحسن بن محمد بن فلاح العلوي الحسيني الموسوي المشعشعي الحويزي، من ولاة الحويزة من أسرة محمد بن فلاح المشعشع. وهو من علماء الأسرة المذكورة وشعراءها وأدبائها إضافة إلى كونه أميرا على الحويزة له مؤلفات دينية وأدبية بينها ديوان شعره المطبوع توفي سنة 1688 ميلادية وله عقب كبير موجودون في إقليم الأهواز ويعرفون بآل الخان نسبة إلى السيد علي خان المشار إليه

## نسبه
هو السلطان الشريف علي بن خلف بن عبد المطلب بن حيدر بن المحسن بن محمد بن فلاح بن محمد بن أحمد بن محمد بن أحمد بن الرضا بن إبراهيم بن هبة الله بن الطيب بن أحمد بن محمد بن القاسم بن محمد بن علي بن معمر بن عبد الله بن جعفر بن محمد بن موسى بن عبد الله بن موسى بن جعفر بن محمد بن علي بن الحسين بن علي بن أبي طالب العلوي الحسيني الموسوي المشعشعي الحويزي، المعروف بعلي خان.